# 澳洲金融評論報
《澳洲金融評論報》（英語：The Australian Financial Review，簡稱AFR）是澳洲一份以商業為重點的緊湊版日報，報道澳洲和世界當前的商業和經濟新聞，總部位於悉尼，為Nine Entertainment旗下報章，自1951年創刊以來一直持續出版至今。該報以小報形式每週出版六次，同時通過其網站提供24/7網上報道。

## 外部連結
- 官方网站